# Finale del campionato mondiale di calcio 1998
La finale del campionato mondiale di calcio 1998  si è tenuta allo Stade de France di Saint-Denis, il 12 luglio 1998 tra la nazionale del Brasile, campione in carica, e quella della Francia, paese ospitante e per la prima volta in una finale di Coppa del mondo.
La Francia vinse nettamente per 3-0, conquistando il trofeo per la prima volta nella sua storia; i transalpini alzarono la coppa due giorni prima della ricorrenza della Presa della Bastiglia (14 luglio), aggiungendo così un altro significato al trionfo. Il protagonista assoluto della finale fu Zinédine Zidane, nominato uomo partita: fu sua infatti la doppietta che portò i Bleus in cima al mondo, mentre il terzo goal fu di Emmanuel Petit.

## Le squadre
| Squadra | Finali disputate in precedenza (il grassetto indica la vittoria) |
| ------- | ---------------------------------------------------------------- |
| Brasile | 5 (1950, 1958, 1962, 1970, 1994)                                 |
| Francia | Nessuna                                                          |

## Il cammino verso la finale
Entrambe le squadre trovarono delle insidie nel cammino verso la finale: il Brasile, dopo aver chiuso il girone con due vittorie e una sconfitta (contro la Norvegia), superò abbastanza facilmente ottavi e quarti (4-1 al Cile e 3-2 alla Danimarca), mentre in semifinale eliminò i Paesi Bassi solo ai calci di rigore.
Ancor più difficoltoso il percorso per la Francia che, pur avendo vinto facilmente il girone a punteggio pieno, scontò nella fase eliminatoria l'assenza di Zidane (squalificato per due gare) battendo il Paraguay solo negli ultimi minuti dei supplementari grazie ad un golden goal. Ai quarti eliminò l'Italia ai rigori e in semifinale vinse in rimonta per 2-1 contro la Croazia, vera e propria rivelazione del torneo.

### Tabella riassuntiva del percorso
Note: In ogni risultato sottostante, il punteggio della finalista è menzionato per primo.
| Pos. | Squadra  | Pt | G | V | N | P | GF | GS | DR |
| ---- | -------- | -- | - | - | - | - | -- | -- | -- |
| 1.   | Brasile  | 6  | 3 | 2 | 0 | 1 | 6  | 3  | +3 |
| 2.   | Norvegia | 5  | 3 | 1 | 2 | 0 | 5  | 4  | +1 |
| 3.   | Marocco  | 4  | 3 | 1 | 1 | 1 | 5  | 5  | 0  |
| 4.   | Scozia   | 1  | 3 | 0 | 1 | 2 | 2  | 6  | −4 |

| Pos. | Squadra        | Pt | G | V | N | P | GF | GS | DR |
| ---- | -------------- | -- | - | - | - | - | -- | -- | -- |
| 1.   | Francia        | 9  | 3 | 3 | 0 | 0 | 9  | 1  | +8 |
| 2.   | Danimarca      | 4  | 3 | 1 | 1 | 1 | 3  | 3  | 0  |
| 3.   | Sudafrica      | 2  | 3 | 0 | 2 | 1 | 3  | 6  | −3 |
| 4.   | Arabia Saudita | 1  | 3 | 0 | 1 | 2 | 2  | 7  | −5 |

## Il prepartita
Il pomeriggio della finale, nella sede del ritiro del Brasile nei pressi di Parigi, Ronaldo fu colto da convulsioni; inizialmente fu escluso in favore di Edmundo, ma poco prima dell'inizio della partita il commissario tecnico verdeoro Zagallo decise clamorosamente di schierarlo nell'undici titolare. Condizionato dal problema di salute, la stella verdeoro fu evanescente in una partita nella quale alcuni brasiliani rivelarono poi di essere scesi in campo emotivamente scossi per quanto accaduto poche ore prima al compagno.

## Descrizione della partita
Dato il calcio d'inizio, la Francia si dimostrò subito più forte degli avversari, e al 27' di gioco passò in vantaggio con un colpo di testa di Zidane. Poco dopo Dunga lanciò Ronaldo in campo aperto contro l'estremo difensore francese Barthez: i due finirono per scontrarsi e le loro condizioni apparvero inizialmente gravi, poi però grazie all'intervento degli staff medici delle due squadre, entrambi i giocatori si rimisero in sesto e continuarono la partita. Sul finire della prima frazione di gioco ancora una volta Zidane, con un goal simile al precedente, raddoppiò per la Francia.
Nel secondo tempo il Brasile rientrò meglio in campo e provò in ogni modo a riaprire l'incontro: l'occasione maggiore la ebbe ancora una volta Ronaldo, ma il suo tiro fu ben neutralizzato da Barthez. Il ritmo dei verdeoro calò, grazie anche alla sorprendente prestazione dei centrocampisti transalpini Deschamps e Karembeu che annullarono il gioco dei temibili Leonardo e Rivaldo. Intorno al 70' la Francia si trovò in dieci per l'espulsione di Desailly, ma riuscì a gestire perfettamente il finale della partita, trovando anche il goal del 3-0 nel recupero, segnato da Petit su assist di Vieira.

## Tabellino
| Arbitro: | Belqola |

|  |           |                               |
|  | Marcatori | 27’, 45+1’ Zidane 90+3’ Petit |

| Brasile | Francia |

| Brasile (4-4-2) |    |                  |     |     |
|                 |    |                  |     |     |
| P               | 1  | Cláudio Taffarel |     |     |
| D               | 2  | Cafu             |     |     |
| D               | 3  | Aldair           |     |     |
| D               | 4  | Júnior Baiano    | 33’ |     |
| D               | 6  | Roberto Carlos   |     |     |
| C               | 5  | César Sampaio    |     | 73’ |
| C               | 8  | Dunga            |     |     |
| C               | 10 | Rivaldo          |     |     |
| C               | 18 | Leonardo         |     | 46’ |
| A               | 20 | Bebeto           |     |     |
| A               | 9  | Ronaldo          |     |     |
| Sostituzioni:   |    |                  |     |     |
| C               | 19 | Denílson         |     | 46’ |
| A               | 21 | Edmundo          |     | 73’ |
| CT:             |    |                  |     |     |
| Mário Zagallo   |    |                  |     |     |

| Francia (4-3-2-1) |    |                    |          |     |
|                   |    |                    |          |     |
| P                 | 16 | Fabien Barthez     |          |     |
| D                 | 15 | Lilian Thuram      |          |     |
| D                 | 18 | Frank Lebœuf       |          |     |
| D                 | 8  | Marcel Desailly    | 48’, 68’ |     |
| D                 | 3  | Bixente Lizarazu   |          |     |
| C                 | 19 | Christian Karembeu | 56’      | 57’ |
| C                 | 7  | Didier Deschamps   | 39’      |     |
| C                 | 17 | Emmanuel Petit     |          |     |
| C                 | 10 | Zinédine Zidane    |          |     |
| C                 | 6  | Youri Djorkaeff    |          | 74’ |
| A                 | 9  | Stéphane Guivarc'h |          | 66’ |
| Sostituzioni:     |    |                    |          |     |
| C                 | 14 | Alain Boghossian   |          | 57’ |
| C                 | 4  | Patrick Vieira     |          | 74’ |
| A                 | 21 | Christophe Dugarry |          | 66’ |
| CT:               |    |                    |          |     |
| Aimé Jacquet      |    |                    |          |     |

| Uomo partita Zinédine Zidane Assistenti arbitrali Mark Warren (Inghilterra) Achmat Salie (Sudafrica) Quarto uomo Abdul Rahman Al-Zaid (Arabia Saudita) |

## Statistiche
| Totale            | Brasile | Francia |
| ----------------- | ------- | ------- |
| Goal segnati      | 0       | 3       |
| Tiri totali       | 12      | 14      |
| Tiri in porta     | 6       | 5       |
| Falli commessi    | 15      | 13      |
| Fuorigioco        | 5       | 3       |
| Cartellini gialli | 1       | 4       |
| Cartellini rossi  | 0       | 1       |